# Impact 18
Impact 18 : de schok van het ongewone is een bundel met 18 verhalen geschreven door de Amerikaanse sciencefiction en horror schrijver William F. Nolan. De verhalen stammen uit de periode 1954-1963 en werden oorspronkelijk gepubliceerd in science fiction tijdschriften als Fantastic Universe, The Magazine of Fantasy and Science Fiction, If en Gamma. Verder werden enkele verhalen eerder gepubliceerd in de mannenbladen Rogue en Playboy. De originele Amerikaanse titel van de verhalenbundel luidt Impact 20 : excursions into the extraordinary (1963) en bevat 20 verhalen. Twee verhalen (Into the lion’s den en Dark encounter) werden echter niet overgenomen in de Nederlandse vertaling waarop uitgeverij Het Spectrum meende de bundel op de markt te moeten brengen onder de titel Impact 18. De bundel verscheen in de goedkope Prisma-pocketreeks (2 gulden) en bevat een introductie door Nolan's collega-auteur en vriend Ray Bradbury.
Nolan werd in 1976 beroemd toen zijn post-apocalyptische roman Logan's Run (De weglopers) werd verfilmd. Bij het verschijnen van Impact 18 (1969) was al bekend dat de filmrechten voor dat boek gekocht waren door MGM. Voor zover bekend zijn ook twee verhalen uit Nolans bundel Impact 20 verfilmd. Het verhaal The joy of living werd in 1972 in opdracht van de Canadian Broadcasting Corporation verfilmd en uitgezonden als een aflevering van 30 minuten in de televisiereeks Norman Corwin presents. In 2004 maakte de Tsjechische regisseur Vít Karas een korte film (18 minuten) van het verhaal The small world of Lewis Stillmann in het kader van zijn studie aan de Praagse Film- en Televisieacademie FAMU.
In onderstaande tabel een overzicht van de verhalen uit de bundel.
| Nederlandse titel                   | Originele titel                   | Pagina  | Inhoud |
| ----------------------------------- | --------------------------------- | ------- | --- |
| Over de auteur                      |                                   | 7-10    | Introductie door Ray Bradbury                                                                                                 |
| De kleine wereld van Lewis Stillman | The small world of Lewis Stillman | 11-25   | Enige volwassen overlevende van buitenaardse aanval zit opgescheept met duizenden kinderen                                    |
| Het spelletje van de mooie pop      | The beautiful doll caper          | 26-30   | Huurmoordenaar vermoordt eerst beoogd slachtoffer, vervolgens de vermoedelijke opdrachtgever en dan de echte opdrachtgever    |
| De Martianen en de autocoureur      | The Martians and the leadfoot     | 31-33   | Marsmannetjes vertonen interesse in raceauto                                                                                  |
| Het einde zonder misschien          | The end of no perhaps             | 34-41   | Einde van de wereld is nieuw begin                                                                                            |
| Amazones zijn in                    | The amazon kick                   | 42-55   | Filmscript schrijft zichzelf aan de hand van wat populair is                                                                  |
| Het volle pond                      | Full quota                        | 56-68   | De duivel komt 50 personen tekort                                                                                             |
| En nog mijlen te gaan voor ik slaap | And miles to go before I sleep    | 69-75   | Ruimtevader wil ouders terugzien, maar alle drie leven daarvoor te kort; het weerzien moet geschieden tussen hun robotkopieën |
| Het publiek is gek op Johnny        | The public loves a Johnny         | 76-83   | Schrijver verzint een reeks filmtitels met daarin Johnny, alleen omdat die naam populair is                                   |
| Dutch                               | Dutch                             | 84-89   | Hardlopers zijn doodlopers |
| Over tijd en Texas                  | Of time and Texas                 | 90-97   | Eerste tijdreis loopt tegengesteld aan wat verwacht werd                                                                      |
| De dodelijke dubbelganger           | Death double                      | 93-117  | Wraak uit een parallel universum                                                                                              |
| De schoor van de oermens            | The lap of the primitive          | 98-112  | In liefde gaat het om het innerlijk; bruid valt tijdens huwelijksreis voor Venusiaanse primitieveling                         |
| Niemand. Helemaal niemand           | Nobody, that’s who                | 113-118 | Moordenaar en rechercheur lijken wel erg op elkaar                                                                            |
| De reclamestunt                     | The Darendinger build-up          | 119-127 | Loopbaan van Hollywood (films) naar New York (borstprothesen)                                                                 |
| Gaai                                | Pigeon                            | 128-132 | Huurmoordenaar wordt slachtoffer                                                                                              |
| De vreugde van het leven            | The joy of living                 | 133-148 | Emotionele robotvrouw wil niet uitgezet worden                                                                                |
| Gewoon een van die dagen            | One of those days                 | 149-153 | Een (on)gewone dag |
| In dienst van het schip             | To serve the ship                 | 154-160 | Bejaardentehuis voor astronauten in een ruimteschipsimulator                                                                  |

Vijftig jaar na publicatie van de oorspronkelijke bundel verscheen een Amerikaanse jubileumeditie bij de Gauntlet Press met drie extra verhalen (Incident at Clovis, Ask the man who owns one en Some time in Kansas City), daterend uit dezelfde periode als de overige verhalen, plus een nieuw nawoord van Ray Bradbury.